# 格魯濟安卡河
53°47′10″N 15°58′24″E / 53.7861°N 15.9732°E
格魯濟安卡河是波蘭的河流，位於該國西北部，處於西波美拉尼亞省，流經希維德溫縣，屬於莫吉利察河的左支流，該河流部分地區屬於鳥類保護區域。